# آرزوهای بربادرفته
آرزوهای برباد رفته (به فرانسوی: Illusions perdues) نام رمانی است دنباله دار که توسط انوره دو بالزاک، نویسندهٔ اهل فرانسه نوشته شده‌است. این کتاب یکی از آثار مشهور ادبی جهان است.